# Otto Theodor von Manteuffel
Otto Theodor von Manteuffel (Lübben, 1805 – Krossen, 1882) è stato un politico prussiano.
Ministro dell'Interno (1848), fece parte dell'assemblea costituente e apportò (1850) una modifica conservatrice alla Costituzione.
Divenuto ministro presidente e ministro degli Esteri (1850-1858) siglò con l'Austria la convenzione di Olmütz.

## Onorificenze

### Cittadinanze onorarie
- Cittadino onorario di Berlino